# Дунчуань
Дунчуа́нь (кит. упр. 东川, пиньинь Dōngchuān) — район городского подчинения городского округа Куньмин провинции Юньнань (КНР).

## История
Во времена империи Мин была создана Дунчуаньская инородческая область (东川土府), подчинённая властям  провинции Сычуань. Во времена империи Цин, когда национальные меньшинства стали интегрировать в общеимперские структуры, в 1699 году Дунчуаньская инородческая область была преобразована в Дунчуаньскую управу (东川府). Из-за трудностей снабжения продовольствием из Сычуани Дунчуаньская управа в 1726 году была переведена в состав провинции Юньнань. Власти управы размещались в уезде Хуэйцзэ (会泽县).
После Синьхайской революции в Китае была проведена реформа структуры административного деления, в ходе которой управы были упразднены, и в 1912 году Дунчуаньская управа была расформирована. В 1913 году уезд Хуэйцзэ был переименован в Дунчуань (东川县), но в 1928 году ему было возвращено название Хуэйцзэ.
После вхождения провинции Юньнань в состав КНР в 1950 году был образован Специальный район Чжаотун (昭通专区), и уезд вошёл в его состав. В октябре 1954 года из уезда Хуэйцзэ был выделен Дунчуаньский горнодобывающий район (东川矿区), подчинённый напрямую властям провинции Юньнань. В апреле 1958 года уезд Хуэйцзэ и Дунчуаньский горнодобывающий район были расформированы, а на их территории был создан городской округ Дунчуань (东川市). В декабре 1964 года уезд Хуэйцзэ был воссоздан и передан в состав Специального района Цюйцзин (曲靖专区).
В 1999 году Дунчуань был присоединён к Куньмину, став районом городского подчинения.

## Административное деление
Район делится на 1 уличный комитет, 6 посёлков и 1 волость.